# ヴェステルボッテン・フォルクブロード
ヴェステルボッテン・フォルクブロード（スウェーデン語: Västerbottens Folkblad）は、1917年に創刊されたスウェーデンのウメオの地方紙である。主にヴェステルボッテン地方のニュースを掲載する。なお「Folkblad」とは大衆新聞という意味であり、ヴェステルボッテン大衆新聞と訳す事が出来る。